# 36 Boys
36 Boys var en bande, som primært bestod af tyrkiske indvandrere fra Berlin-Kreuzberg.
Banden var aktiv fra slutningen af 1980'erne frem til midten af 1990'erne. Udover tyrkere var der også andre nationaliter bland bandens 300–400 medlemmer. Banden havde sit virke fra området omkring Kottbusser Tor til boligområderne mellem Naunynstraße og Waldemarstraße, samt over til Görlitzer Bahnhof. Bandens graffiti bredte sig over hele Berlin. I Kreuzberg begyndte de at udvide bandens territorium. Banden tog navn efter det tidligere berlin-baserede postdistrikt Südost 36 eller SO 36. Ideen til bandens navn kom fra Attila Murat Aydın, grundlæggeren af Berlin-rapscenen.
36 Boys var allierede med 36 Juniors, som var kendt for at være mere voldelige. I begyndelsen af 1990'erne sloges banden mod Nazister og Skinheads om territorie i Jungfernheide-parken. Andre rivaliserende bander var Warriors fra Schlesisches Tor og Black Panthers fra Wedding. Under maj-urolighederne i Kreuzberg (1987) sluttede banden sig til de autonome, men alliancen var kortvarig på grund af bandens manglende politisk orientering.
I 2007 ansatte Berlins senat tidligere medlemmer af 36 Boys som gademedarbejdere i Kreuzberg for at hjælpe med at forebygge ungdomskriminalitet. Området omkring Naunynstraße, bandens tilholdssted blev dengang erklæret for et no-go område af senatet.
Efter opløsningen af banden gik de tidligere bandemedlemmer hver til sit. Nogle forblev i de kriminelle miljøer, mens andre, for eksempel kokken Tim Raue (kåret af restaurant-guiden Gault-Millau), endte med en lovlydig karriere. Nogle blev socialarbejdere i lokale boligprojekter og ungdomscentre. Det tidligere medlem Sinan Tosun har åbnet en butik nær Kottbusser Tor, hvor han sælger tøj med 36 Boys-logoer. Hans bror, den professionelle bokser Muzaffer Tosun, var også medlem af 36 Boys, ligesom rapperen Killa Hakan og skuespilleren/filminstruktøren, Neco Çelik.
I tyske medier er banden blevet skildret som en prototypisk indvandrerbande.